# Leopold Gernhardt
Leopold Gernhardt (ur. 16 marca 1920 w Wiedniu, zm. 18 kwietnia 2013 tamże) – piłkarz austriacki grający na pozycji pomocnika. W swojej karierze rozegrał 27 meczów w reprezentacji Austrii.

## Kariera klubowa
Całą swoją karierę piłkarską Gernhardt spędził w klubie Rapid Wiedeń. W 1939 roku awansował do kadry pierwszego zespołu Rapidu i w sezonie 1939/1940 zadebiutował w nim w austriackiej lidze. W debiutanckim sezonie wywalczył z Rapidem mistrzostwo Austrii. Z Zespołem Rapidu zostawał mistrzem kraju także w sezonach 1940/1941, 1945/1946, 1947/1948, 1950/1951, 1951/1952 i 1953/1954. W 1941 roku został również mistrzem Niemiec. Z kolei w sezonie 1945/1946 oprócz mistrzostwa kraju zdobył również Puchar Austrii, a w 1951 roku Puchar Mitropa. Swoją karierę zakończył w 1955 roku. W barwach Rapidu rozegrał 208 meczów i strzelił 53 gole.
| Sezon   | Klub         | Kraj    | Rozgrywki  | Mecze | Bramki |
| ------- | ------------ | ------- | ---------- | ----- | ------ |
| 1939/40 | Rapid Wiedeń | Austria | Bundesliga | 3     | 0      |
| 1940/41 | Rapid Wiedeń | Austria | Bundesliga | 2     | 0      |
| 1941/42 | Rapid Wiedeń | Austria | Bundesliga | 16    | 1      |
| 1942/43 | Rapid Wiedeń | Austria | Bundesliga | 11    | 10     |
| 1943/44 | Rapid Wiedeń | Austria | Bundesliga | 7     | 0      |
| 1944/45 | Rapid Wiedeń | Austria | Bundesliga | 7     | 6      |
| 1945/46 | Rapid Wiedeń | Austria | Bundesliga | 10    | 2      |
| 1946/47 | Rapid Wiedeń | Austria | Bundesliga | 18    | 1      |
| 1947/48 | Rapid Wiedeń | Austria | Bundesliga | 18    | 2      |
| 1948/49 | Rapid Wiedeń | Austria | Bundesliga | 16    | 0      |
| 1949/50 | Rapid Wiedeń | Austria | Bundesliga | 21    | 9      |
| 1950/51 | Rapid Wiedeń | Austria | Bundesliga | 23    | 10     |
| 1951/52 | Rapid Wiedeń | Austria | Bundesliga | 22    | 9      |
| 1952/53 | Rapid Wiedeń | Austria | Bundesliga | 15    | 3      |
| 1953/54 | Rapid Wiedeń | Austria | Bundesliga | 15    | 0      |
| 1954/55 | Rapid Wiedeń | Austria | Bundesliga | 4     | 0      |

## Kariera reprezentacyjna
W reprezentacji Austrii Gernhardt zadebiutował 19 sierpnia 1945 roku w przegranym 0:2 towarzyskim meczu z Węgrami, rozegranym w Budapeszcie. W 1948 roku był w kadrze Austrii na Igrzyskach Olimpijskich w Londynie. Od 1945 do 1952 roku rozegrał w reprezentacji 27 meczów.

## Kariera trenerska
Po zakończeniu kariery Gernhardt został trenerem. Prowadził takie kluby jak: Rapid Wiedeń, Wacker Wiedeń, First Vienna, FC Lustenau 07 i Austria Klagenfurt